# 時代遅れのRock'n'Roll Band
「時代遅れのRock'n'Roll Band」（じだいおくれのロックンロールバンド）は、桑田佳祐 feat. 佐野元春, 世良公則, Char, 野口五郎の楽曲。チャリティー配信シングルとして、タイシタレーベル / SPEEDSTAR RECORDSからダウンロード配信・ストリーミングで2022年5月23日に発売された。

## 背景・制作
2022年2月に桑田が長年交流する世良と、久々に顔を合わせたことが本企画のきっかけであるという。世界を一変させた新型コロナウイルスの脅威、全国各地で起きている自然災害、ロシアによるウクライナ侵攻などの話題が出てくる中で、「同級生で協調して、今の時代に向けた発信ができないか?」というアイデアが生まれた。また、両者が直接連絡した際に、世良は真っ先に「桑ちゃんが動けば世の中は動く。ぼくは無条件にあなたの案に乗るよ」という言葉をかけ、桑田のアイデアに賛同した。桑田は「話のネタになればいいな」と思い、本楽曲の原型を8小節だけ作っており、再び会った際に持って行った。歌詞も徐々に書かれ、曲の枠組みが出来た4月頃には世良の共感を得て、同じ年齢（1955年4月～1956年3月度生まれ、当時66歳）のボーカリスト兼ギタリストである5人で結集する構想を描くようになったという。桑田にとって佐野とCharとは1980年代に共演歴があり、野口に関しては桑田がリスペクトしているという関係性で人選している。なお、本企画以前にもサザンオールスターズと野口が音楽番組で共演した際に、野口から「今度一緒にセッションしませんか?」と誘われていた過去があり、これまで実現していなかったが、本企画で晴れて実現した旨を桑田が語っている。
桑田は4人それぞれに手紙を書いて送り、2022年4月末に楽曲を書き上げている。その後それぞれの所属事務所にデモ音源とともに自ら足を運んで「この5人でトラヴェリング・ウィルベリーズみたいなバンドをやらないか」という主旨の説得を行い、「今あえて時代遅れなやり方で、我々の世代が『音楽という名の協調』を楽しむ姿を発信し、その中で『次世代へのエール』や『平和のメッセージ』を届けたい」という思いに、4人が賛同した。その後桑田のディレクションのもと、ビクタースタジオで個別のレコーディングを行い、それぞれが歌唱とギターで参加した。

## リリース
発売に関しては2022年5月21日放送の桑田のラジオ番組『桑田佳祐のやさしい夜遊び』（TOKYO FM）にて緊急発表としてメディアへ公表された。
本作の収益の一部は、困難に直面している世界中の子供たちの未来といのちを守るため、「セーブ・ザ・チルドレン」に寄付される。

## プロモーション
2022年6月21日に放送されたNHKの番組『クローズアップ現代』では、NHKアナウンサーである桑子真帆による桑田の独占インタビューが放送された。番組では、本楽曲に込めた思いが桑田によって語られ、さらにミュージック・ビデオの撮影現場の密着や佐野、世良、Char、野口のそれぞれへのインタビューが放送された。

### テレビ披露
| 放送日         | 番組名              | 放送局 | 披露曲                                                                                        | 出典          |
| -------------- | ------------------- | ------ | --------------------------------------------------------------------------------------------- | ------------- |
| 2022年12月31日 | 第73回NHK紅白歌合戦 | NHK    | 「朝起きたら…」（小林万里子）の替え歌 「夜空の星」（加山雄三） 「時代遅れのRock'n'Roll Band」 | [ 15 ] [ 16 ] |

## 批評
当時『サンデーLIVE!!』（テレビ朝日系列）の総合司会を務めていた東山紀之は本作に対して、「すごいメンバーです」と評価し、「世界は平和を望んでいるのに、この歌声が平和に導かれていかないといけないんですけど」と批評している。さらに「あらゆる名曲、名作がそういうことを訴えているんですけど。なかなか世界のリーダーたちに届かない、響かないのがもどかしいところではあります」と語っている。
お笑いコンビの爆笑問題は2022年5月24日深夜に放送された自身のラジオ番組『爆笑問題カーボーイ』（TBSラジオ）にて本作に触れており、田中裕二は本作に関する朝のニュースで驚いたことや世良のファンであることを明かし、太田光は世良が毎年桑田の誕生日をメールで祝っていることや、野口の音楽への想いが異常であるということを桑田が熱く語っていた旨をラジオ内で明かしている。本作に関して、田中は「歌詞がまた本当にいい、素晴らしい曲」と評価している。太田は「世界を救うんだよね、ああいう人たち」と評価しつつ、「やっぱり桑田さんたちは全然時代遅れじゃないですよ。トップランナーですよ」「時代遅れのRock'n Roll、それでいいじゃないのって、なんか勇気づけられるよね」と批評している。
音楽評論家のスージー鈴木は歌詞について触れており、「そうとう直球のメッセージソング。でも、本楽曲の良いところは、このようなメッセージを、眉間にシワを寄せてではなく、明るく、あっけらかんと歌っているところ」と評価している。さらに「そういう意味では本楽曲はサザンオールスターズが2013年に発売した『ピースとハイライト』や桑田がソロとして2002年に発売した『ROCK AND ROLL HERO』の後継と言える」と公言している。
音楽ライターの栗本斉はBillboard Japan Hot 100で初登場9位にランクインしたことに言及している。配信による発売の場合はダウンロードとストリーミングの順位が連動することの方が多いが、本作の場合はダウンロードが1位でストリーミングは圏外となっており、栗本はファン層がストリーミングと縁が薄いことを指摘している。動画再生数は33位であり、配信開始直後にYouTubeで公開された動画はミュージック・ビデオではなく静止画とオーディオであるため、歌詞がわかるリリック・ビデオにすれば、アクセス数を稼げた可能性を指摘している。また、Twitterでは54位となり、この順位になった要因として長い楽曲名とアーティスト名が原因になったことを指摘している。チャート対策を考えると、もう少し楽曲名やアーティスト名を練り直す必要があることを言及している。
シンガーソングライター・タレントのDAIGO（BREAKERZ）は当時木曜パーソナリティーとしてレギュラー出演していた『ZIP!』（日本テレビ系）2023年1月12日放送分でのコーナー「プレゼンZIP!」で本楽曲を紹介した。

## チャート成績
2022年6月6日付のオリコン週間デジタルシングルランキングにて初週2.1万DLを売り上げ、初登場1位を獲得した。
2022年6月1日（集計期間：2022年5月23日～2022年5月29日）に公開されたBillboard Japan Hot 100では、20,473DLでダウンロード1位、ラジオ1位、動画再生33位、Twitter54位で総合9位にランクインした。

## 収録曲
1. 時代遅れのRock'n'Roll Band (4:15)[23]
（作詞・作曲・編曲：桑田佳祐）
感染症や戦争、未曽有の自然災害など不安な日々が続く中で、世界中の子供たちの明るい未来と平和を願うチャリティー・ソング[1][12]。サザンオールスターズの公式Twitterでは「今を生きる全ての人達と次の世代に向けたエールが込められた、優しさ滲む愛と希望のロックンロール・ソング」と紹介されている[24]。歌詞はコロナ禍やロシアによるウクライナ侵攻で混迷する世界に向けられたものであり[25]、桑田はミュージック・ビデオ及び『第73回NHK紅白歌合戦』で本楽曲を演奏した際にウクライナの国旗と同じ青と黄色の模様がデザインされたギターストラップを着用して歌唱している[26][27]。
1番を桑田と世良、2番を佐野、Char、野口が歌い分け、サビ部分のコーラスは全員で担当している。また、全体を通して5人のギター演奏がちりばめられている[2]。配信されている音源と異なりMVに使用されている音源では、アウトロに世良と桑田による「燃えろいい女」の替え歌と、佐野の「バイバイ」というセリフが追加されている[28]。
メディアには2022年5月21日放送の『桑田佳祐のやさしい夜遊び』にて発売の告知とともに初オンエアされた[12]。
ミュージック・ビデオは本作発売直後に撮影されることが発表されており[13]、2022年6月6日に桑田のYouTubeチャンネルにて公開された。MVの撮影は関東近郊の学校で行われた。レコーディングでは個別録音であったことから、初めて5人全員が集結している[2][29]。MVには桑田ら5人と同級生である大友康平[注釈 5]がドラムとして、また桑田の妻である原由子がキーボード、浜田雅功の息子であるハマ・オカモトがベースとして出演している[29]。同年8月5日の時点でMVの再生回数は600万回を超えている[31]。

## 参加ミュージシャン
- 時代遅れのRock'n'Roll Band
  - 桑田佳祐（1956年2月26日生）：Vocal, Acoustic & Electric Guitar, Bass, Hand Claps, Backing Vocal
  - 佐野元春（1956年3月13日生）：Vocal, Backing Vocal
  - 世良公則（1955年12月14日生）：Vocal, Backing Vocal
  - Char（1955年6月16日生）：Vocal, Electric Guitar, Backing Vocal
  - 野口五郎（1956年2月23日生）：Vocal, Backing Vocal
  - 斎藤誠：Electric Guitar
  - 原由子：Electric Piano
  - 曽我淳一：Organ, Rhythm & Computer Programming

## 収録アルバム
| 曲名                       | 作品名         | 備考                   |
| -------------------------- | -------------- | ---------------------- |
| 時代遅れのRock'n'Roll Band | いつも何処かで | 桑田のベスト・アルバム |